# توپ آتشفام
توپ آتشفام (به انگلیسی: The Fireball) یک فیلم درام آمریکایی ۱۹۵۰ با بازیگری میکی رونی و پت اوبرایان و به کارگردانی تی گارنت است. از بازیگران این فیلم می‌توان به بورلی تایلر و مریلین مونرو که هشتمین فیلمش بود هم اشاره کرد.
فیلم توسط فاکس قرن بیستم منتشر شد و فیلمنامهٔ آن توسط هوراس مک‌کوی بر پایهٔ داستانی از مک‌کوی و گارنت نوشته شده‌است.